# Реутов, Олег Александрович
Оле́г Алекса́ндрович Ре́утов (5 сентября 1920 года — 15 августа 1998 года) — советский химик-органик, доктор химических наук, профессор Московского государственного университета имени М. В. Ломоносова, академик АН СССР (затем РАН) с 1964 года. Лауреат Ленинской премии (1984).

## Биография
Родился в Макеевке. В родном городе окончил среднюю школу № 3, в 1937 году приехал в Москву и поступил на химический факультет Московского государственного университета имени Ломоносова.
Окончил четыре курса, но обучение не завершил — в сентябре 1941 года ушёл добровольцем на фронт. В боях участвовал на Южном и 4-м Украинском фронтах. Участник Сталинградской битвы в составе 5-й танковой армии. В 1942 году вступил в ВКП(б).
Войну окончил в звании майора и в должности заместителя начальника химотдела 4-го Украинского фронта по оперативно-розыскной работе, демобилизовался в сентябре 1945 года.
После демобилизации вернулся на химфак МГУ и стал там ассистентом кафедры органической химии. В 1948 году защитил кандидатскую диссертацию на тему «Исследование распада арилазокарбоновых солей», выполненную под руководством академика Александра Николаевича Несмеянова.
В 1953 году Реутов защитил докторскую диссертацию на тему «Применение гомолитических реакций для синтеза металлоорганических соединений».
Некоторое время учился в аспирантуре по философии у будущего академика АН СССР Бонифатия Михайловича Кедрова. Реутов считал изучение философии чрезвычайно полезным для учёного-естественника, а глубокое знакомство с диалектикой необходимым. По его мнению, годы, проведённые за изучением философии, сторицей воздались ему впоследствии при построении системы мышления современного учёного.
В 1954 году Олег Александрович становится профессором МГУ имени Ломоносова. В 1957 году на кафедре органической химии химфака им создаётся лаборатория теоретических проблем органической химии. Данная лаборатория, работы из которой вскоре приобрели известность, являлась одним из немногих мест в СССР, где давалось современное образование, помогающее овладеть как синтетическими методами органической химии, так и вопросами теории.
С 1954 года профессор Реутов активно совершал заграничные поездки. С выступлениями он посетил высшие учебные заведения ГДР, Китая, США, Индии, Бразилии, Австралии, Японии и других государств.
В Индии учёный познакомился со Святославом Рерихом, посещал школу йогов. Во время посещения Соединённых Штатов Америки Реутов чуть не погиб — попал в горящий самолёт внутренних рейсов, но не потерял самообладания — спасся не только сам, но и помог выбраться из давки женщине и её дочке.
На лекции Олега Александровича в Калифорнийском университете присутствовал Александр Фёдорович Керенский, который затем выразил желание через местную профессуру пообщаться с учёным. Сам Реутов говорил: «Насколько мне известно, господин Керенский к химии не имеет никакого отношения».
В 1956 году вышел первый отечественный учебник «Теоретические проблемы органической химии», автором которого стал Реутов.
В 1957 году Олег Александрович возглавил редакцию химии Издательства иностранной литературы (затем — издательство «Мир»).
Одним из самых значимых результатов деятельности лаборатории Реутова стало создание новой дисциплины — физической органической химии, до этого времени не существующей в СССР.
20 июня 1958 года был избран членом-корреспондентом АН СССР по специальности «органическая химия, химия меченых атомов» (отделение химических наук).
В 1962 году становится заведующим лабораторией органической химии изотопов Института элементоорганических соединений АН СССР, где были развёрнуты исследования по изучению механизмов реакций органических соединений ртути, олова, германия, золота.
26 июня 1964 года был избран действительным членом (академиком) Академии наук СССР по отделению общей и технической химии. Вскоре также занял должность академика-секретаря Отделения общей и технической химии АН СССР.
Татьяна Войтович в своей статье «Высокое служение науке» писала:
Все, кто работал с Олегом Александровичем, отмечают его уникальное умение руководить работой и сам стиль этого руководства. Он никого не ограничивал, не навязывал своего мнения, не командовал, однако умел направлять молодых учёных.
Реутовым был разработан принципиально новый лекционный курс «Теоретические проблемы органической химии», он читал его на химическом факультете более 30 лет.
В течение 20 лет Олег Александрович также читал курс лекций по органической химии, поэтому ему приходилось держать свои голос и дикцию на должном уровне. Некоторое время он специально брал уроки техники речи в Доме учёных у артистов Малого театра. Уроки не прошли даром для академика — он без микрофона читал лекции в объёмной аудитории химфака, при этом его дикция оставалась чёткой.
С 1965 года — член редколлегии «Журнала органической химии» АН СССР, с 1966 года по 1980 год — член редколлегии международного реферативного журнала «Index chemicus», в 1968 году стал региональным редактором международного журнала «Journal of Organometallic Chemistry» (издательство Elsevier, Амстердам).
Был одним из академиков АН СССР, подписавших в 1973 году письмо учёных в газету «Правда» с осуждением «поведения академика А. Д. Сахарова». В письме Сахаров обвинялся в том, что он «выступил с рядом заявлений, порочащих государственный строй, внешнюю и внутреннюю политику Советского Союза», а его правозащитную деятельность академики оценивали как «порочащую честь и достоинство советского учёного».
С 1977 года — член редколлегии журнала «Известия АН СССР. Серия Химическая». В 1985 году становится главным редактором журнала «Металлоорганическая химия» АН СССР.
С 1978 года по 1993 год Реутов возглавлял на химическом факультете МГУ кафедру органической химии, а в 1993 году стал советником ректората МГУ и занимал эту должность до самой своей смерти.
Вёл активную общественную деятельность: был заместителем председателя Советского комитета защиты мира, заместителем председателя Советского Пагуошского комитета (1973—1987), экспертом СССР по вопросам химической и биологической (бактериологической) войны при Организации Объединённых Наций.
О. Реутов стал основателем научной школы, 15-ть его учеников стали профессорами и докторами наук, а более 150 защитили под его руководством кандидатские диссертации. Являлся автором более 1200 научных работ и обладателем нескольких патентов, список его соавторов превысил 400 человек.
Жил и работал в городе Москве. Скончался 15 августа 1998 года, похоронен на Новодевичьем кладбище.

## Научная деятельность
Академик Олег Александрович Реутов — химик-органик, своими работами внёсший выдающийся вклад в органическую химию, а также в такие важные области современной химии, как физическая, органическая и металлоорганическая химия.
Созданная им в Московском государственном университете им. М. В. Ломоносова лаборатория теоретических проблем органической химии долгое время была одним из немногих мест в стране, где выпускники получали самое современное образование, овладевая как синтетическими методами органической химии, так и вопросами теории. Именно в этой лаборатории впервые в стране было начато широкое исследование механизмов реакций металлоорганических соединений с привлечением самых современных методов и представлений физической химии.
Важную роль в постановке обучения на химическом факультете МГУ сыграл созданный академиком О. А. Реутовым курс теоретических основ органической химии и написанные им книги «Теоретические проблемы органической химии» (1956 год) и «Теоретические основы органической химии» (1964 год). Этот курс О. А. Реутов читал на химическом факультете МГУ более 30 лет, непрерывно его совершенствуя.
Являясь учеником академика А. Н. Несмеянова, О. А. Реутов свой научный путь начал с изучения и развития диазометода, предложенного А. Н. Несмеяновым для синтеза различных металлоорганических соединений. Этот метод был распространён О. А. Реутовым на синтез органических производных ртути, мышьяка, сурьмы, висмута. Им получены многие новые двойные диазониевые соли, проведены исследования, направленные на изучение механизмов этих сложных реакций. Логичным продолжением исследования химии диазониевых солей стали работы области химии ониевых и особенно иодониевых соединений. Были разработаны новые методы синтеза ртуть-, олово-, сурьма- и висмуторганических соединений. Впервые были синтезированы соли диарилиодония с меченым йодом.
О. А. Реутов впервые осуществил внедрение ди- и моногалокарбенов по связи ртуть-галоген. Таким образом были получены несимметричные производные ртути, содержащие трихлорметильную группу — соединения, долгое время служившие лучшим источником дихлоркарбенов и названные «консервированными карбенами».
Одним из первых О. А. Реутов начал применять радиометку для изучения механизмов органических реакций. С использованием меченого углерода, а также дейтерия и трития изучены многочисленные перегруппировки алкильных радикалов, а также алкил- и циклоалкил- катионов.
Одним из наиболее значительных циклов работ, которому О. А. Реутов посвятил многие годы и в развитии которого принимали участие многие сотрудники его лаборатории, является цикл работ по изучению механизма реакции электрофильного замещения у насыщенного атома углерода. Данный цикл работ привёл к открытию нового механизма электрофильного замещения SE1, при котором в лимитирующей стадии происходит диссоциация или ионизация металлорганического соединения, а в быстрой стадии образующийся карбанион или его ионная пара взаимодействуют с электрофильным агентом. Впоследствии, уже в 1970-х годах, были найдены промежуточный случаи между SE1 и SE2-механизмами — ион-парный механизм бимолекулярного электрофильного замещения, при котором ионизация металлорганического соединения осуществляется в предравновесной стадии, а затем в лимитирующей стадии происходит атака электрофильного агента на ионную пару.
На основании полученных О. А. Реутовым полярографических данных была построена полярографическая шкала кислотности CH-кислот. Данная шкала позволяла охарактеризовать CH-кислоты, различающиеся почти на 60 единиц pKa, установить кислотность определённой связи C-H в молекуле.
Параллельно с изучением реакций электрофильного замещения в ряду ртутьорганических соединений были открыты и изучены реакции, протекающие по гомолитическому механизму.
О. А. Реутовым и его учениками была проведена серия работ по исследованию механизма нуклеофильного ароматического замещения и изучения анионных о комплексов как возможных интермедиатов этих реакций. Получены новые анионные σ-комплексы тринитробензола со связью С—Э в геминальном узле (Э = Si, Ge, Sn) и изучены пути их превращения в растворах. Открыта новая перегруппировка этих σ-комплексов в 3,5-динитрофенолы.
Отдельный цикл работ О. А. Реутова посвящён химии илидов мышьяка и фосфора. Особый интерес представляет синтез новых производных мышьяка и сравнение свойств илидов мышьяка и фосфора.
В 1980-х годах О. А. Реутов начал серию работ по изучению механизмов гомогенного каталитического гидрирования и изомеризации олефинов с участием комплексов платины и родия. Особое внимание в этих работах, проводимых с использованием низкотемпературной спектроскопии ЯМР тяжёлых ядер, уделяется роли металлоорганических соединений, образующихся в качестве интермедиатов в каталитических процессах.
Широкие исследования выполнены О. А. Реутовым и по электрохимии органических производных переходных и непереходных металлов (Ni, Pd, Pt, Cr, Mo, W, Ru, Rh, Tl, Au и др.). Сформулированы понятия «электрохимическая щель» и «электрохимическая электроотрицательность» молекул. Эти параметры успешно используются для прогнозирования путей реакций и реакционной способности металлоорганических молекул, для оценки степени переноса заряда при образовании донорно-акцепторных комплексов, для прогнозирования каталитических свойств соединений d-металлов.

## Награды
Список наград взят из книги Т. Реутовой «Гвардеец, учёный, дипломат — фронтовые дневники академика Реутова».
- орден Ленина (4 сентября 1980) — за большие заслуги в развитии химической науки, подготовке научных кадров и в связи с 60-летием со дня рождения.
- орден Октябрьской Революции (17 сентября 1975) — за заслуги в развитии советской науки и в связи с 250-летием АН СССР.
- орден Отечественной войны I степени (3 июня 1945)[24]
- 2 ордена Отечественной войны II степени (6 ноября 1944[24], 11 марта 1985)
- 2 ордена Трудового Красного Знамени (1961 — за большие заслуги в подготовке специалистов и развитии науки; 2 октября 1970 — за большие заслуги в развитии химической науки, плодотворную научно-педагогическую деятельность и в связи с 50-летием со дня рождения)
- орден Красной Звезды (17 мая 1944)[24]
- медали, в том числе:
  - Медаль «За боевые заслуги» (29 апреля 1943)[24]
  - Медаль «За оборону Сталинграда» (1942)
  - Медаль «За победу над Германией в Великой Отечественной войне 1941—1945 гг.» (1945)
- Ленинская премия (1984) — за цикл работ «Исследования в области металлоорганической химии непереходных металлов».
- Премия Президиума Академии наук СССР имени А. М. Бутлерова (1961) — за серию работ в области ртутьорганических соединений.
- Премия имени М. В. Ломоносова I степени (1956) — за цикл работ по механизму синтеза металлоорганических соединений через диазо-соединения.
- другие награды